# Лазими, Наама
Наама Лазими (ивр. נעמה לזימי‎, род. 11 января 1986, Мигдаль-ха-Эмек, Северный округ) — политик и депутат Кнессета от Израильской партии труда (Авода). Ранее она была членом городского совета Хайфы и заместителем председателя студенческой ассоциации Хайфского университета. Она также участвует в деятельности по защите прав ЛГБТ.

## Биография
Наама Лазими родилась и выросла в Мигдаль-ха-Эмек в семье марокканских евреев. Её отец, Ави, был директором школы и заместителем мэра Мигдаль-ха-Эмека. Она училась в местной школе «Рогозин», служила в Армии обороны Израиля офицером в Министерстве обороны, а затем офицером запаса в тылу. Изучала политологию и еврейскую историю в Хайфском университете. В студенческие годы была заместителем председателя Студенческой ассоциации университета.

### Политическая карьера
Лазими работала парламентским советником депутата Кнессета Шели Яхимович. Она основала Центр политической подготовки и разрешения конфликта «Видение» в рамках организации Шалом ахшав («Мир сейчас») и возглавила финансовый комитет организации Коах ЛаОвдим. В 2012 году она была избрана на конференции партии Авода. В 2016 году, будучи председателем «Молодёжной смены» партии Авода в Хайфе, она баллотировалась на пост президента Национальной «Молодёжной смены», но проиграла с небольшим отрывом.
Во втором десятилетии XXI века она переехала в район Хадар ха-Кармель в Хайфе. В преддверии местных выборов в Израиле, состоявшихся в ноябре 2018 года, между Эйнат Калиш-Ротем и главой партии Авода Ави Габаем было подписано соглашение, согласно которому Лазими заняла третье место в списке Калиш-Ротем. На выборах список получил четыре места и пост мэра, а Лазими была избрана членом городского совета. В рамках этой должности она возглавляла Хайфский комитет по гендерному равенству и совет директоров Хайфской музейной компании, а также была членом комитетов по аудиту, социальному обеспечению и строительству, а также Шикмонского совета по вопросам государственного жилья. Она руководила сотрудничеством между Технионом и Инженерным колледжем Брауде от имени ISEF — Израильского стипендиального образовательного фонда. Кроме того, она работала консультантом в Еврейском национальном фонде.
В феврале 2021 года, перед двадцать четвёртыми выборами в Кнессет, Лазими была на 9-м месте в избирательном списке партии Авода; партия получила семь мест.
После отставки Омера Бар-Лева из Кнессета в соответствии с Норвежским законом она впервые вошла в Кнессет.
В августе 2022 года, накануне двадцать пятых выборов в Кнессет, Лазими была избрана на праймериз на 1-е место в списке партии Авода, уступив только лидеру партии Мейрав Михаэли.